# 朝河蘭
朝河 蘭（あさかわ らん、1980年9月4日 - ）は、日本の元AV女優（新日本プロジェクト所属）。神奈川県出身。血液型はO型。

## 略歴・人物
2001年デビュー。新日本プロジェクト所属。デビュー時の芸名は「清水優香」で、「朝河蘭」に改名後、大ブレイクした。武藤蘭の名前は Asian-Hot（俗称：亜熱）によるネット配信ビデオでのみ使用（海賊版でも使用）されている。
2002年の一年間で、212タイトルの作品に出演を果たしたことから、この記録をギネスブックに申請した。翌年の2003年には、それを超える304タイトルの作品に出演を果たしたが、同年10月23日に引退をHPで発表。
2012年に行われたAV30のAV女優人気投票では、69位にランクインした。

## 出演作品

### アダルトビデオ
2002年
- 接吻カフェテリア（6月12日、アロマ企画）
- 淫陽師 朝河蘭、水谷朝子（6月20日、ホットエンターテイメント）
- ハードコア エンジェル（6月22日、オーロラプロジェクト）
- 美しい痴女の接吻とセックス（7月10日、ドグマ）
- 月刊 朝河蘭（7月12日、メディアバンク）
- Wet*Girl 朝河蘭、山咲あかり、桃香（7月17日、ドリームチケット）
- THE 痴女 A（8月10日、ホットエンターテイメント）
- 痴的妻（8月20日、グローバルメディアエンタテインメント）
- 猥褻なモノ（9月6日、グレイズ）
- モーニング痴女（9月13日、ロイヤルアート）
- マルチストーリー 社長令嬢ゲーム（9月15日、ホットエンターテイメント）
- The teacher 朝河蘭、山口絵梨、藤木紗江（9月20日、ホットエンターテイメント）
- 美人姉妹（9月20日、デジタルバンク）
- 痴かな幻の女（9月20日、スエラ）
- 艶（10月1日、グローリークエスト）
- プライベート女体観察5（10月1日、ワンズファクトリー）
- Platinum Ticket 10（10月3日、ドリームチケット）
- 朝河蘭のシタからのぞいて（10月5日、SODクリエイト）
- MISS ARMIES 朝河蘭 深津まり（10月16日、アクアマリンコーポレーション）
- バーチャル江戸時代（10月20日、ホットエンターテイメント）
- お尻と性器（11月1日、ワンズファクトリー）
- ［妄連想］シリーズ 美人ナースの淫乱看護編 ［朝河蘭］（11月1日、MOODYZ）
- もしも、朝河蘭が人妻だったら…。（11月8日、ワープエンタテインメント）
- 誘惑のお姉さん（11月8日、ドグマ）
- 悪代官に犯される茶屋の生娘（11月15日、ホットエンターテイメント）
- sweet angel onanie（11月15日、ホットエンターテイメント）
- グッドペローズ 朝河蘭（11月15日、ホットエンターテイメント）
- 朝河蘭先生が学校でしてあげる!（11月20日、グレイズ）
- 朝河蘭の表に出せないビデオのDVD（11月27日、エイチ・エス映像）
- 朝河蘭のわくわく痴漢ランド（12月6日、ディープス）
- 超最高級看護婦（12月6日、アイエナジー）
- 朝河蘭の超高級ソープ嬢（12月6日、SODクリエイト）
- 痴女の犯し部屋（12月12日、プレステージ）
- 挑発痴女[LEVEL A]（12月12日、ハヤブサ）
- THE 朝河蘭（12月12日、ハヤブサ）
- バーチャル◆ソーなプ ～朝河蘭～（12月13日、笠倉出版社）
- 猥褻女教師（12月18日、グレイズ）
- 痴女家庭教師・僕の義姉さん（12月18日、グラフィティジャパン）

2003年
- 裸のナース（1月9日、グレイズ）
- 拘束椅子トランス（1月9日、ドグマ）
- 情欲不倫妻 ～女郎上がりの蜘蛛婦人～ 林由美香、朝河蘭（1月10日、ディープス）
- 超最高級女教師（1月10日、アイエナジー）
- 暴露[SM女王様]解禁!（1月10日、SODクリエイト）
- 僕だけの女教師ペット（1月23日、SODクリエイト）
- NONSTOP（1月30日、TMA）
- エロ妻 ～潮吹き白日夢～（1月31日、デジタルドリーム）
- 濡れてスケスケ（2月1日、バニーズバニー）
- 超-股間のアングル（2月1日、ワンズファクトリー）
- 実録 凌辱病院 朝河蘭、朝倉あかね（2月6日、SODクリエイト）
- 痴的接客（2月6日、ドリームチケット）
- 淫乳 朝河蘭 小森詩（2月20日、ラハイナ東海）
- お姉さんの生しぼり（2月21日、アトラス21）
- 女王と奴隷（2月28日、アリスJAPAN）
- 溜池ゴロー 麗しのセクレタリーペット 朝河蘭（3月7日、ドグマ）
- もしも朝河蘭が僕の愛人だったら?（3月10日、ワンズファクトリー）
- 大衆風俗嬢2（3月20日、ナチュラルハイ）
- 痴女視線（4月1日、ワンズファクトリー）
- ありがとう（4月4日、グレイズ）
- NG!!Best of 朝河蘭（4月5日、アイエナジー）
- お姉ちゃんは僕のいいなり人形2（4月5日、SODクリエイト）
- オナニー パラノイア（4月9日、ドグマ）
- 濃縮（4月18日、オブテインフューチャー）
- 凌辱鮫 10（4月22日、月光）
- プレミアム 朝河蘭（5月1日、マルクス兄弟）
- 朝河蘭のオナニーのお手伝いしてあげる（5月3日、SODクリエイト）
- 超人気接吻講師 朝河蘭の接吻ゼミナール 2（5月3日、ディープス）
- 朝河蘭ちゃんに介護されたいな!（6月5日、ディープス）
- 朝河蘭のおねだりプリン ～もしもこんな痴女に「おねが～い」と甘えられたら…～（6月5日、SODクリエイト）
- 超最高級秘書（6月20日、アイエナジー）
- 完全 朝河蘭（6月20日、デジタルドリーム）
- 朝河蘭 4時間（7月15日、KMP）
- PUSSY＆HIP （7月15日、スタイルアート/妄想族）
- まるごと朝河蘭（7月19日、SODクリエイト）
- 朝河蘭 完全版（8月1日、ワンズファクトリー）
- 「誘惑目線痴女」 eyes（8月15日、MOODYZ）
- スチュワーデス物語 ～国際線～（8月16日、アイエナジー）
- 朝河蘭◆ザ◆ベス（9月5日、ディープス）
- 女神戦士 ラムリア（9月5日、アイエナジー）
- チンポ中毒ドスケベ女（9月15日、MOODYZ）
- 凌辱鮫 15（9月19日、月光）
- 僕だけのペット（10月18日、アイエナジー）
- Angel（11月8日、アイデアポケット）
- 朝河蘭 連続SEXトランス編集90分（12月10日、ワンズファクトリー）
- 朝河蘭ベストコレクション（12月10日、ドグマ）

2004年
- 女忍 四 朝河蘭（2月6日、桃太郎映像出版）
- 遂にヤッタゼ朝河蘭（3月24日、素人倶楽部）
- メス姉図鑑 完全版 朝河蘭（10月27日、アトラス21）

2006年
- スレスレ限界モザイクで甦る 朝河蘭（10月20日、ピエロ）

2009年
- MOSAIC REMASTER 猥褻なもの 朝河蘭（7月17日、MOSAIC REMASTER）

他、オムニバス作品、総集編等多数。

## 書籍

### 写真集
- RUN（2002年12月、ぶんか社、撮影：小野麻早）ISBN 4821124793
- inpact Spirit【淫pactだましい】（2003年、百絵出版）ISBN 978-4902179002
- 麗嬢（2003年6月、ぶんか社、撮影：小野麻早）ISBN 4821125331
- 戀化(SANWA MOOK)（2003年8月、三和出版、撮影：横山こうじ）ISBN 4883569837
- 朝河蘭 淫乱爆発!（2004年1月、鹿砦社）ISBN 978-4846305437